# تاکائو یوشیئوکا
تاکائو یوشیئوکا (انگلیسی: Takao Yoshioka؛ زادهٔ ۱۹۶۲) فیلم‌نامه‌نویس اهل ژاپن است. وی از سال ۱۹۹۴ میلادی تاکنون مشغول فعالیت بوده است.